# Heterachthes
Heterachthes är ett släkte av skalbaggar. Heterachthes ingår i familjen långhorningar.

## Dottertaxa tillHeterachthes, i alfabetisk ordning[1]
- Heterachthes aeneolus
- Heterachthes annulicornis
- Heterachthes beatrizae
- Heterachthes bilineatus
- Heterachthes candidus
- Heterachthes castaneus
- Heterachthes concretus
- Heterachthes congener
- Heterachthes delicatus
- Heterachthes designatus
- Heterachthes dimidiatus
- Heterachthes ebenus
- Heterachthes erineus
- Heterachthes exiguus
- Heterachthes fascinatus
- Heterachthes figuratus
- Heterachthes flavicornis
- Heterachthes fraterculus
- Heterachthes gratiosus
- Heterachthes gutta
- Heterachthes howdeni
- Heterachthes hystricosus
- Heterachthes integripennis
- Heterachthes inustus
- Heterachthes laesicollis
- Heterachthes lateralis
- Heterachthes lemniscus
- Heterachthes leucoacnus
- Heterachthes longiscapus
- Heterachthes martinsi
- Heterachthes mediovittatus
- Heterachthes mucuni
- Heterachthes myrrheus
- Heterachthes neocompsoides
- Heterachthes nigrocinctus
- Heterachthes nobilis
- Heterachthes pallidipennis
- Heterachthes paraiba
- Heterachthes pelonioides
- Heterachthes picturatus
- Heterachthes plagiatus
- Heterachthes polingi
- Heterachthes quadrimaculatus
- Heterachthes rubricolor
- Heterachthes rugosicollis
- Heterachthes sablensis
- Heterachthes sejunctus
- Heterachthes sexguttatus
- Heterachthes signaticollis
- Heterachthes similis
- Heterachthes spilotus
- Heterachthes symbolus
- Heterachthes taquatinga
- Heterachthes tenellus
- Heterachthes texanus
- Heterachthes tysiphonis
- Heterachthes unituberosus
- Heterachthes wappesi
- Heterachthes vauriae
- Heterachthes v-flavus
- Heterachthes viticulus
- Heterachthes w-notatus
- Heterachthes xenocerus
- Heterachthes x-notatus
- Heterachthes xyleus